# Santa Llogaia d’Àlguema
Santa Llogaia d’Àlguema (spanisch Santa Leocadia de Algama) ist eine katalanische Gemeinde (municipio) mit 397 Einwohnern (Stand: 2024) in der Provinz Girona im Nordosten Spaniens. Sie liegt in der Comarca Alt Empordà. 

## Lage
Santa Llogaia d’Àlguema liegt etwa 31 Kilometer nordnordöstlich von Girona auf einer Höhe von ca. 40 m. Der Río Manol begrenzt die Gemeinde im Norden.

## Bevölkerungsentwicklung
| Jahr      | 1960 | 1970 | 1981 | 1991 | 2001 | 2011 | 2021 |
| Einwohner | 298  | 300  | 303  | 316  | 311  | 348  | 386  |

## Sehenswürdigkeiten

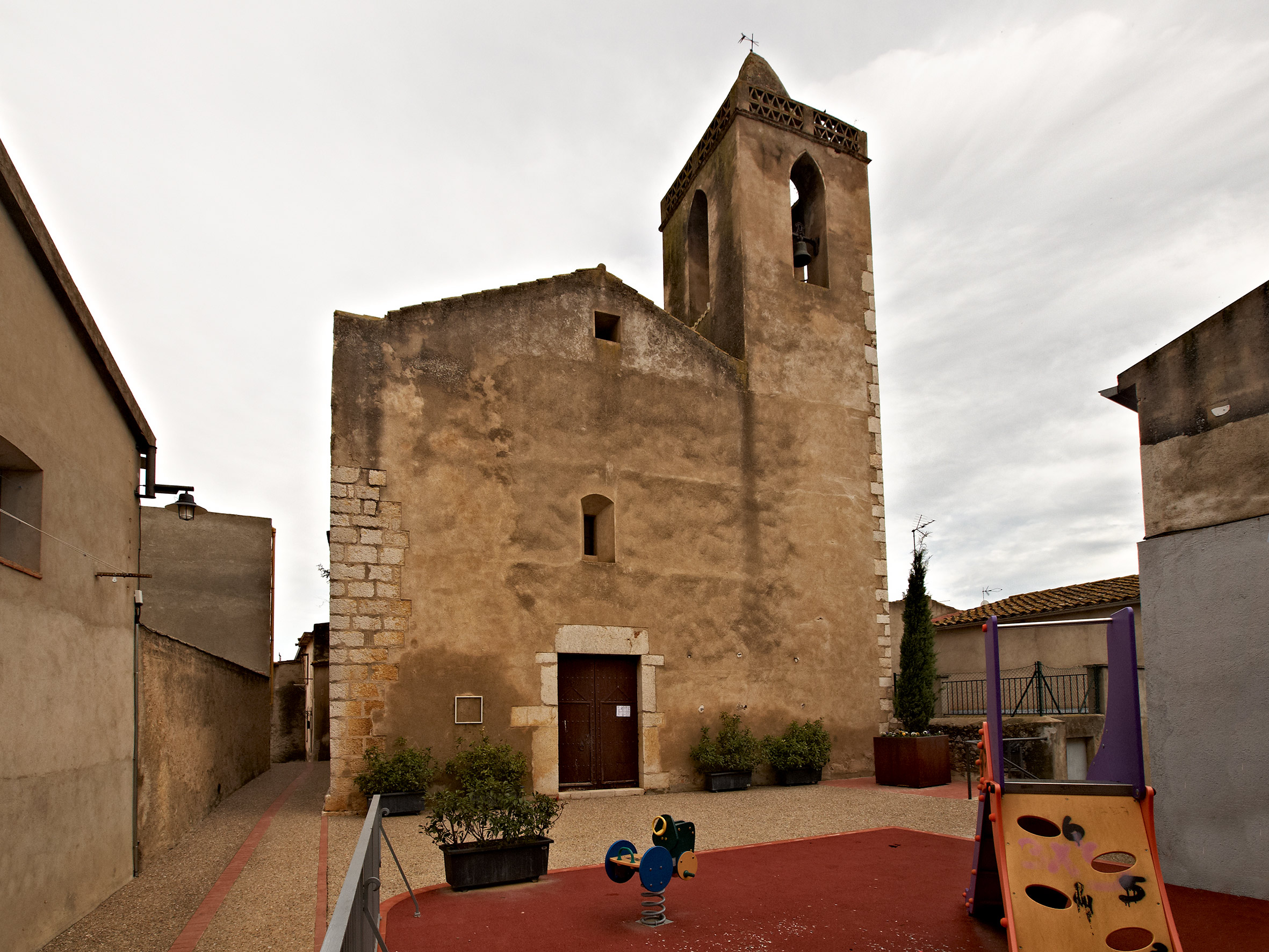
Leokadienkirche

- Leokadienkirche